# Abana
Abana là một huyện thuộc tỉnh Kastamonu, Thổ Nhĩ Kỳ. Huyện có diện tích 32 km² và dân số thời điểm năm 2007 là 3562 người, mật độ 111 người/km².